# Veb-tipografija
Veb-tipografija se odnosi na korišćenje fontova na svetskoj mreži. Kada je HTML bio stvoren, font familije i stilovi su bili kontrolisani isključivo podešavanjima veb-pretraživača. Nije postojao mehanizam koji bi omogućavao pojedinačnim veb-stranicama da kontrolišu fontove, sve dok Netscape nije uveo <font> oznaku 1995. godine, što je kasnije standardizovano u HTML 2 specifikaciji. Međutim, font određen oznakom je morao da bude instaliran na korisničkom računaru, inače bi se koristio rezervni font, kao što je jedan od podrazumevanih fontova pregledača (npr. sans-serif ili monospace). Prva CSS specifikacija je objavljena 1996. godine, i davala je iste mogućnosti.
CSS2 specifikacija je objavljena 1998. godine, i pokušala je da poboljša postupak selekcije fonta dodavanjem tehnika preuzimanja(engl. download), sinteze i podudaranja fontova(engl. font matching). Ove tehnike nisu bile mnogo korišćene, pa su uklonjene u CSS2.1 specifikaciji. Međutim, Internet Explorer je dodao podršku za funkciju preuzimanja fontova u verziji 4.0, objavljenoj 1997. godine.
Preuzimanje fontova je uključeno u CSS 3 module fontova, a kasnije je i realizovan u pregledačima Safari 3.1, Opera 10 i Mozilla Firefox 3.5, što je povećalo interesovanje za veb-tipografiju, kao i korišćenje funkcija za preuzimanje fontova.

## CSS1
U prvoj CSS specifikaciji, autori su odredili karakteristike fontova preko niza svojstva:
- font-family (familija fonta)
- font-style (stil fonta)
- font-variant (varijanta fonta)
- font-weight (debljina fonta)
- font-size (veličina fonta)

Svi fontovi su bili identifikovani isključivo po imenu. Sem gore-navedenih svojstava, dizajneri nisu imali načine stilizovanja fontova, a nije ni postojao mehanizam odabira fontova koji nisu postojali na sistemu klijenta.

### Veb-sigurni fontovi
Veb-sigurni fontovi su fontovi najčešće prisutni na većini računarskih sistema, koje koriste autori veb-stranica da bi povećali verovatnoću prikazivanja sadržaja izabranim fontom. Ako posetilac veb-stranice nema navedeni font, njihov pretraživač će pokušatii da izabere sličnu alternativu na osnovu rezervnih fontova i generičkih familija fontova određenih od strane autora, ili će zameniti font kako nalaže operativni sistem posetioca.

### Microsoftovi osnovni fontovi za veb
Da bi se obezbedilo da svi veb-korisnici imaju osnovni set fontova, Microsoft je započeo inicijativu “Osnovni fontovi za veb” (engl. Core fonts for the Web) 1996. godine, koja je okončana 2002. godine. Među objavljenim fontovima su Arial, Courier New, Times New Roman, Comic Sans, Impact, Georgia, Trebuchet, Webdings and Verdana.
Oni su objavljeni pod ugovorom o licenci softvera za krajnjeg korisnika(engl. EULA), čime je dozvoljena njihova slobodna distribucija, sa nekim ograničenjima na prava korišćenja. Njihova široka rasprostranjenost ih je načinila osnovnim fontovima koje koriste veb-dizajneri, iako neki operativni sistemi nemaju ove fontove sami po sebi.
CSS2 je pokušao da poveća broj alata dostupnih veb-programerima dodavanjem sinteze fontova, poboljšanjem podudaranja fontova i mogućnosti preuzimanja tuđih fontova.
Neke osobine fontova iz CSS2 su uklonjene iz CSS2.1, ali su kasnije uključene u CSS3.

### Rezervni fontovi
CSS specifikacija omogućava navođenje više fontova kao rezervnih. Kod CSS-a, font-family atribut prihvata listu familija fontova koja su odvojena zarezima:
font-family: Helvetica, "Nimbus Sans L", "Liberation Sans", Arial, sans-serif;
Prvi font u listi je najpoželjniji i najpre se koristi. Ako on ne postoji na sistemu, veb-pregledač pokušava da koristi sledeći font, a ako nijedan od navedenih fontova nije dostupan, pregledač koristi svoj osnovni font. Ovaj isti proces se upotrebljava kod pojedinačnih slova(tj. karaktera), kada pregledač pokušava da prikaže to slovo, a ono nije prisutno u zadatom fontu.

### Generičke familije fontova
Da bi omogućili veb-dizajnerima nešto kontrole nad izgledom fontova na veb-stranicama, čak i kada navedeni fontovi nisu dostupni, CSS specifikacija omogućava korišćenje nekoliko generičkih familija fontova. Ove familije su napravljene da podele fontove u nekoliko kategorija na osnovu njihovog opšteg izgleda. One su obično zadnje navedene u listi rezervnih fontova, kao poslednja mogućnost u slučaju da nijedan od fontova zadatih od strane autora nije dostupan. Postoji pet generičkih familija:
Sans-serif
Fontovi koji nemaju ukrasne detalje, ili serife, na slovima. Često se smatra da su ovi fontovi lakši za čitanje na ekranu.
Serif
Fontovi koji imaju ukrasne detalje, ili serife, na slovima.
Monospace
Fontovi u kojima su sva slova iste širine.
Cursive
Fontovi čija slova liče na kurzivan tip. Ovi fontovi mogu imati ukrasni izgled, ali su zato najčešće teški za čitanje kod malih veličina, pa se uglavnom koriste štedljivo.
Fantasy
Fontovi koji mogu sadržati simbole ili druge dekorativne osobine, ali ipak predstavljaju zadato slovo.

## Veb-fontovi

### Istorija
Tehnika za preuzimanje tuđih fontova je prvi put navedena u CSS2 specifikaciji, koja je i uvela @font-face pravilo.
To je bila i ostala kontroverzna tehnika, jer korišćenjem tuđeg fonta na veb-stranici se dozvoljava njegovo slobodno preuzimanje, što može dovesti do njegovog nelegalnog korišćenja i distribuisanja. TrueDoc (PFR), Embedded OpenType (EOT) i Web Open Font Format (WOFF) su formati dizajnirani da se pozabave ovim problemima.
Od uvođenja Internet Explorer-a 4, ugrađivanje fontova korišćenjem EOT se uglavnom koristilo za prikazivanje znakova pisma koje nije podržano u standardnim fontovima. Ono se skoro uopšte ne koristi na veb-stranicama baziranih na engleskom jeziku. Sa izdanjem pregledača Firefox 3.5, Opera 10 i Safari 3.1, očekuje se da se upotreba drugih formata poveća.

### Formati datoteka
Korišćenjem specifične CSS @font-face tehnike ugrađivanja, moguće je ugrađivanje fontova tako da funkcionišu sa novijim ili istim verzijama od Internet Explorer 4, Firefox 3.5, Safari 3.1, Opera 10 i Chrome 4.0. Ovo omogućava većini veb-korisnika da pristupe ovoj funkcionalnosti. Neke kompanije za dizajniranje štamparskih slova se protive redistribuciji svojih fontova. Na primer, Hoefler & Frere-Jones kaže da iako “...sa entuzijazmom [ podržavaju ] pojavu izražajnijeg veba gde dizajneri mogu sigurno i pouzdano da koriste visoko-kvalitetne fontove na internetu, trenutna dostava fontova korišćenjem @font-face se smatra “nelegalnom distribucijom” od strane kompanije i nije dozvoljena.” Naravno, to ne ometa fontove i ovakve kompanije pod slobodnim licencama.

#### TrueDoc
Bitstream je razvio TrueDoc, prvi standard za ugrađivanje fontova. TrueDoc je izvorno podržan u Netscape Navigator 4 , ali je podrška prekinuta u Netscape Navigator 6 i Mozilla, jer Netscape nije mogla da objavi Bitstream-ov izvorni kod. WebFont Player dodatak je bio dostupan za Internet Explorer, ali tehnologija morala da se takmiči sa Microsoftovim Embedded OpenType fontovima, izvorno podržavanim još od verzije 4.0.

#### Embedded OpenType
Internet Explorer je podržavao ugrađivanje fontova kroz vlasnički Embedded OpenType standard od verzije 4.0. On koristi tehnike upravljanja digitalnim pravima radi sprečavanja kopiranja i korišćenja fontova bez dozvole. Pojednostavljeni podskup EOT je formalizovan pod imenom CWT (Compatibility Web Type, nekada EOT-Lite)

#### Skalabilna Vektorska Grafika
Veb-tipografija odnosi se na SVG na dva načina:
1. Sve verzije 1.1 SVG specifikacije, uključujući i SVGT podskup, definišu modul fontova koji omogućava stvaranje fontova u okviru jednog SVG dokumenta. Safari je uveo podršku za mnoge od ovih osobina u verziji 3. Opera je dodao preliminarnu podršku u verziji 8.0, sa podrškom za više objekata u 9.0.
2. SVG specifikacija omogućava da se CSS primenjuju na SVG dokumenta na sličan način kao na HTML dokumenta, a pravilo @font-face se može primeniti na tekst u SVG dokumentima. Opera je dodala podršku za to u verziji 10, i WebKit je od verzije 325 takođe uveo podršku za ovaj metod koristeći samo SVG fontove.

#### TrueType/OpenType
Povezivanje sa industrijski-standardnim TrueType (TTF) i OpenType (TTF/OTF) fontovima je podržano od strane Mozilla Firefox 3.5, Opera 10, Safari 3.1, Google Chrome 4.0, i novijih verzija. Internet Explorer 9 (i novije verzije) podržava samo one fontove čije dozvole za ugrađivanje su podešene na mogućnost instaliranja.

#### Web Open Font Format
WOFF je podržan od strane Mozilla Firefox 3.6+, Google Chrome 5+, Opera Presto, a podržan je od strane Internet Explorer 9 (od 14. marta, 2011. godine). Podrška je dostupna na Mac OS X Lion-ov Safari od verzije 5.1.

## Unicode fontovi
Samo dva fonta, standardno dostupna na Microsoft Windows platformi, Microsoft Sans Serif i Lucida Sans Unicode, pružaju širok Unikod znakovni izbor. Jedan defekt u fontu Verdana (i njime drugačije rukovanje od strane raznih korisničkih agenata), ometa njegovu upotrebljivost tamo gde je poželjno kombinovanje znakova.

## Alternative
Česta prepreka u veb-dizajniranju je dizajn radnih modela koji uključuju fontove koji nisu sigurni za veb. Postoje brojna rešenja za ovakve situacije. Jedno od uobičajenih rešenja je da se zameni tekst sa sličnim fontom koji jeste siguran za veb, ili da se koristi lista rezervnih fontova koji izgledaju slično.
Još jedna tehnika je zamena slikom. Ovaj postupak uključuje prekrivanje teksta slikom koja sadrži taj tekst napisan u željenom fontu. To je zadovoljavajuće za potrebe estetike, ali sprečava obeležavanje teksta, povećava korišćenje propusnog opsega, i loše je za optimizaciju pretraživača.
Takođe je uobičajena upotreba rešenja na bazi fleša kao što je sIFR. Ovo je nalik tehnikama zamene slikom, mada se tekst može obeležavati i vektorski prikazati. Međutim, ovaj metod zahteva postojanost odgovarajućeg plugin-a na klijentskom sistemu.
postoji još jedno rešenje, korišćenjem Javascript-e radi zamene teksta sa
Drugo rešenje je koristi Javascript da bi zamenili tekst sa VML-om (za Internet Explorer) ili SVG-om (za sve druge pretraživače).
Font hosting usluge omogućavaju korisnicima da plaćanjem pretplate mogu da hostuju na mreži fontove koji nisu sigurni za veb. Većina ovih usluga hostuju fontove za korisnika i obezbeđuju neophodnu @ font-face CSS deklaraciju.

## Spoljašnje veze
- Using custom fonts in your web pages
- CSS @ Ten: The Next Big Thing (Od Håkon Wium Lia) (U magazinu “A List Apart”)
- W3C Working Draft for CSS Fonts
- Alberto Martinez Perez (3. 6. 2008). „Common fonts to all versions of Windows & Mac equivalents”. Приступљено 29. 6. 2010.
- Font Descriptions and @font-face
- Font embedding for the Web
- M+ Web Fonts Архивирано на веб-сајту  (27. април 2014) (Kako koristiti M+ fontove na vebu) (na engleskom)